# Jean Acédo
Jean Acédo est un footballeur puis entraîneur français, né le 4 février 1964 à Marcigny.

## Biographie
Joueur évoluant au poste de défenseur, il effectue toute sa carrière de joueur au FC Gueugnon, club avec qui il connaît la Division 1 lors de la saison 1995-1996.
À la fin de sa carrière de joueur, il intègre le staff technique de son club. En janvier 2002, il est diplômé du DEF (Diplôme d'entraîneur de football). Il quitte Gueugnon en 2008 pour entraîner Romorantin Lantenay en juillet 2008. Il a été l'entraîneur du CS Louhans-Cuiseaux de 2010 à 2014. Après trois années sans club, il devient l'entraîneur de l'UF Mâcon.

## Carrière

### Joueur
- 1982-1999 : FC Gueugnon

### Entraîneur
- 1999-2008 : FC Gueugnon  France (entraîneur adjoint)
- 2008-2010 : SO Romorantin
- 2010-2014 : Louhans-Cuiseaux
- 2017-2020 : UF Mâcon

## Statistiques
- 36 matchs en Division 1
- 463 matchs et 5 buts en Division 2